# Oceanis 31

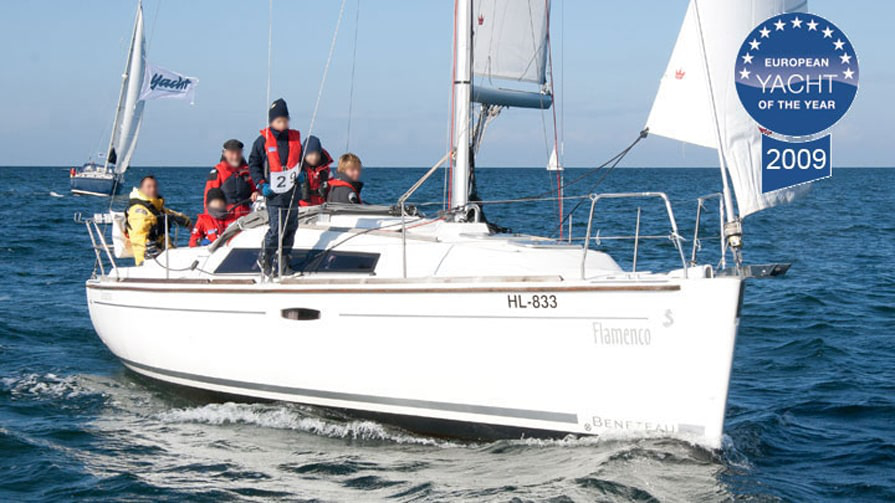
Oceanis 31 auf See

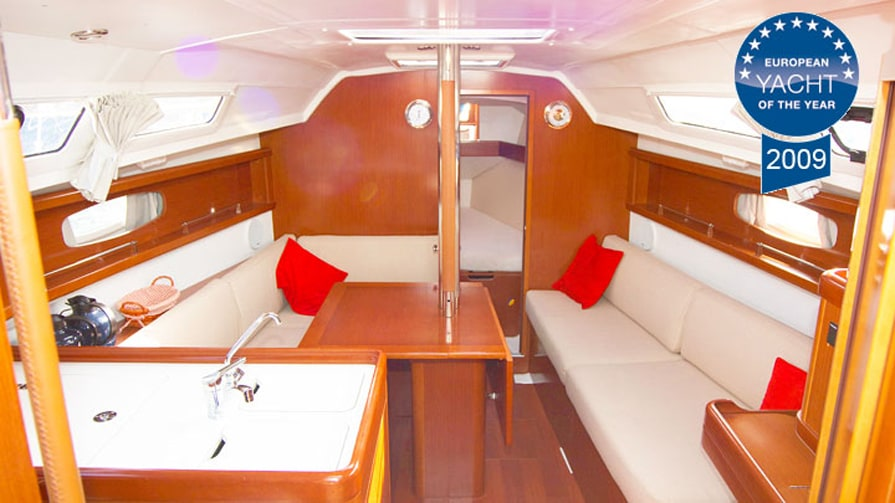
Salon

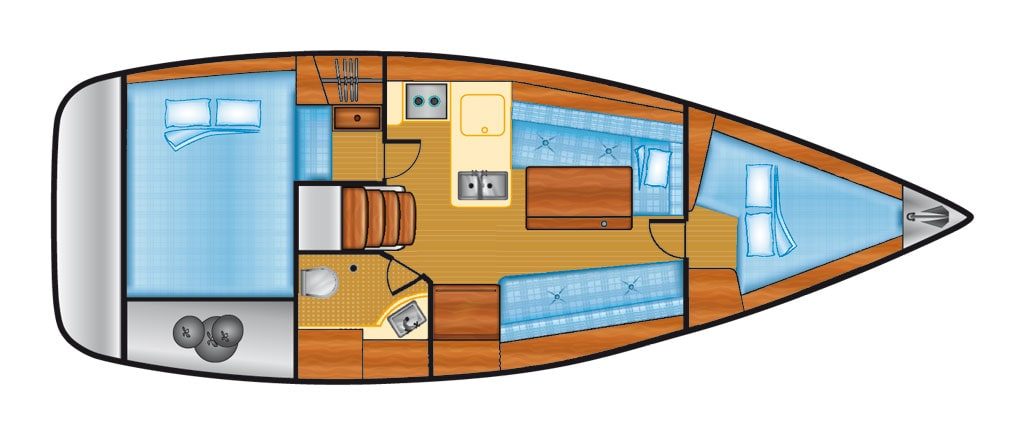
Raumaufteilung

Die Oceanis 31 ist eine in Serienproduktion gefertigte Segelyacht des französischen Herstellers Bénéteau. Sie ist seit 2008 am Markt. 2009 wurde dieses Modell von 20 europäischen Fachzeitschriften, u. a. der deutschen Yacht, in der Kategorie Family Cruiser zu „Europas Yacht des Jahres“ gewählt.

## Bauweise und Konstruktion
Der Rumpf ist aus glasfaserverstärktem Kunststoff (GFK) gefertigt; für die äußeren Schichten wird Vinylester verwendet. Das Deck ist in Sandwichbauweise mit Balsaholz-Kern im Vakuum-Infusions-Verfahren hergestellt. Design und Konstruktion stammen von FinotiConq. Es gibt zwei Kielversionen: Einen Flachkiel mit 1,30 Meter Tiefgang und die Standardversion mit 1,80 Meter Tiefgang. Im Cockpit befindet sich ein Steuerstand mit Radsteuerung. Die Standardversion der Oceanis 31 ist mit einem Dieseltank mit 130 Litern, einem Wassertank mit 290 Litern und einem Motor mit 15 kW Leistung ausgestattet.

## Einrichtung
Die Standardversion hat zwei Kabinen und eine Nasszelle. Im Vorschiff befindet sich ein Doppelbett mit 2,06 Meter Länge und 1,55 Meter Schulterbreite. Die Achterkoje in der Achterkabine bei der ist quer zur Fahrtrichtung eingebaut. Die Achterkabine ist 2,08 Meter lang, im Kopfbereich 1,67 Meter breit. Die Pantry ist L-förmig an Backbord angeordnet. Der Salontisch ist klapp-, aber nicht absenkbar. Die Salonsitzbank an Backbord ist 1,74 Meter lang und bis 0,52 Meter breit, an Steuerbord 1,95 Meter lang und 0,70 Meter breit. Mittschiffs auf der Steuerbord-Seite befinden sich die Nasszelle und der kleine Kartentisch.

## Besegelung
Die Standardversion der Yacht ist mit einem durchgelatteten Großsegel ausgestattet, ein Rollgroßsegel war optional erhältlich, die Schot wird auf eine Winsch am Niedergang geführt. Die Rollgenua ist mit 105 % leicht überlappend. Die Segeltragezahl beträgt 4.3.

## Einstufung nach deutschem Recht
- Die Segelyacht ist nicht schiffsregisterpflichtig, da sie weniger als 15 m lang ist.
- Die Segelyacht ist nicht binnenschiffsregisterpflichtig, da sie keine 15 m³ verdrängt.